# يوركشر الشرقية (دائرة انتخابية في المملكة المتحدة)
يوركشر الشرقية  (بالإنجليزية: East Yorkshire)‏ هي إحدى الدوائر الانتخابية في المملكة المتحدة الممثلة في مجلس العموم في برلمان المملكة المتحدة.
عضو البرلمان الذي يمثلها حالياً هو :Rt Hon Greg Knight (Con).
‌